# 2022年8—9月成都市2019冠状病毒病聚集性疫情
2022年8—9月成都市2019冠状病毒病聚集性疫情是指2022年8月25日起在成都市爆发的2019冠状病毒病本土聚集性疫情。9月1日18时起，全市范围内实施居民原则居家隔离管理措施，并组织多轮核酸检测。随着疫情逐步得到控制，成都市各区县逐步解除隔离措施。9月15日12时，成都市大部分区域解除居家隔离措施。9月19日零时起，成都全市恢复生产生活秩序。

## 背景与溯源
8月28日17时，四川省成都市举行新冠疫情防控工作新闻发布会。据成都市疾控中心应急办主任范双凤介绍，本轮疫情首例病例基因测序结果为奥密克戎变异株BA.2.76。

## 时间线
- 8月27日12时至8月28日12时，成都“8·25疫情”新增报告阳性感染者34人；从8月25日到8月28日12时，该起疫情已累计报告确诊病例86例，无症状感染者33例[2]。
- 从8月25日到8月31日24时，成都本轮疫情共报告本土阳性感染者766例[3]。

## 相关事件

### 网民发布“封城”消息
2022年8月29日傍晚，网名为“热带雨林”的网民佘某某在微信群发布“成都主城区将全域静态管理”的消息，相关截图在聊天软件中广泛传播，导致成都出现抢购潮，不少店家的商品被抢购一空。尽管“热带雨林”在聊天软件中称自己的发言被“断章取义”，但次日仍因寻衅滋事被处15日行政拘留及人民币1000元罚款。此次抢购潮也被戏称为“8.29热带雨林购物节”，并冲上新浪微博热搜。8月30日，网名为“摆渡人”的网民在微信群发布了“今晚会有大动作，至少是全市封控”的消息，被戏称为“8.31摆渡人购物节”。9月1日18时起，成都当局要求全体居民原则居家，再次引发针对两位网友言论的相关讨论。

### 核酸检测软件技术故障
9月2日晚上，由东软集团研发的东软全场景疫情病原体检测信息系统在四川省成都市境内用于核酸检测工作时，出现网络故障，于9月3日0时起恢复。后于9月3日13时再次出现网络故障，现已恢复。此次故障引发许多市民不满。

### 外国人不戴口罩
9月2日，在成都某公共场所内，民警发现一名外国人没戴口罩，立即上前规劝，但该外国人却不理不睬，后民警拿出自己的口罩给该外国人戴上。结果，这只新口罩被该外国人一巴掌打掉。目前，该外国人已被追究相应的法律责任。

### 泸定地震
地震期间，成都市震感强烈，但当地存在因防疫规定而无法前往室外进行避难的情况，引发争议。成都市卫健委表示，在遭遇地震、火灾和洪涝灾害时，人民的生命安全高于防疫封控规定

### 棉签生产日期错误
2022年9月6日，成都部分市民在进行核酸采样时，发现棉签的生产日期为3天后之9月9日。生产公司回应称系印刷错误，棉签实际生产于9月1日，品质无虞，目前已将该批棉签召回。

### 干部泄露防疫信息被立案审查
2022年9月14日，成都市宣布次日起陆续解封，但消息却被提前泄露。18日，成都纪律检查委员会官方公众号通报称，四名干部在参加全市疫情防控工作调度会议过程中用手机拍照并传播照片，导致信息外泄造成不良影响。四名干部已被立案审查。

## 疫情防控措施
- 从8月26日起，成都地铁2号线洪河站暂停运营服务，双方向列车不停站通过；[18]配合道路交通管制，临时调整部分公交线路。[19]
- 从8月28日起，成都地铁6号线金石路站暂停运营服务，双方向列车不停站通过；6号线和9号线金融城东站出入口关闭，列车在该站正常停站，仅提供乘客站内换乘。[20]
- 从8月28日24时起，进入成都文化娱乐、旅游景区、体育健身、商务楼宇、大型商超、教育培训等公共场所须查验48小时核酸阴性证明。[21]
- 8月29日晚，成都市新型冠状病毒肺炎疫情防控指挥部发布关于全面加强社会面疫情防控的通告，要求市民进入小区、工厂、机关企事业单位、公共场所须持48小时内核酸检测阴性证明，进入重点区域须持24小时内核酸检测阴性证明。市民非必要不离蓉，确需离蓉的自8月31日0时起，须持有24小时内核酸检测阴性证明。根据疫情防控需要，划定临时交通管控区，实施局部交通管制。全市各类公共文体活动场所暂停开放和营业，养老院、儿童福利院、监所等实施封闭管理，宗教活动场所暂时关闭，暂停宗教活动。全市秋季开学时间推迟，各类校外培训机构暂停线下培训，暂停中小学和幼儿园在校（园）托管。停止各类聚集性活动，重点区域停止堂食，“白事简办、红事缓办”；暂停团队旅游。通告自8月30日零时起施行，暂定实施5天[22]。
- 9月1日18时起，全体居民原则居家。并于9月1日至9月4日在全市范围内开展全员核酸检测。[23]自9月1日18:00起至9月4日运营结束，市民乘客搭乘成都地铁须凭24小时核酸检测阴性证明进站乘车；来（返）蓉人员在完成“入川即检”后，凭始发地48小时核酸阴性证明进站乘车。[24]
- 9月3日下午，5个气膜方舱实验室均在成都搭建完成并投入工作。[25]
- 9月5日0时至9月7日24时，成都市在全市范围内继续开展全员核酸检测。成都全市学校、幼儿园暂缓返校，实行在线教育。校外培训机构暂停线下培训活动[26]。新津区、邛崃市在科学评估本辖区疫情防控形势基础上，逐步恢复正常生产生活秩序，外出和上岗须持24小时内核酸检测阴性证明，并持续做好社会面疫情防控工作。[27]
- 9月6日起，武侯区、青羊区、成华区发布通告，未在白名单内的烟酒类、五金建材类、非连锁超市等非生活必需品保供类门店暂停营业；农贸市场外的干杂百货、茶饮咖啡、面点糕点、米面小吃、烧烤串串、卤制品等门店暂停营业；未在白名单内的茶饮咖啡、米面小吃、中餐火锅、烧烤串串、卤制品等线上非保供类门店暂停外卖[28]。
- 9月8日起，成都市分区分级实施社会面管控措施。天府新区、成都东部新区、成都高新区、锦江区、青羊区、金牛区、武侯区、成华区、龙泉驿区、新都区、温江区、双流区、郫都区、简阳市、金堂县、蒲江县继续开展全员核酸检测，每日一检；无社会面新增病例的青白江区、新津区、都江堰市、彭州市、邛崃市、崇州市、大邑县在科学评估本辖区疫情防控形势基础上，逐步恢复正常生产生活秩序[29]。
- 9月12日起，四川天府新区、成都高新区、郫都区、简阳市、金堂县逐步恢复正常生产生活秩序。[30]
- 9月13日起，为配合疫情分区管控要求，成都轨道交通集团调整成都有轨电车蓉2号线运营线路，关闭前往金牛区和青羊区方向的车站（成都西站、联工站、土龙路站、新业路站（主线）），仅在郫都区内车站（主线剩余段、支线）运营。[31]
- 9月15日12时起，锦江区、双流区、高新区、青羊区、金牛区、武侯区、成华区大部分街道解除居家隔离限制，少部分街道继续保持隔离状态，成都全域逐步恢复正常生产生活秩序。[32]成都地铁全线网恢复正常运营频次，所有地铁车站正常提供运营服务；市民乘客搭乘成都地铁须持48小时内核酸阴性证明进站乘车；来（返）蓉人员在完成“入川即检”后，可持始发地48小时内核酸阴性证明进站乘车。[33]
- 9月19日零时起，成都全市恢复生产生活秩序，市民乘客搭乘成都地铁须持72小时内核酸阴性证明进站乘车，蓉2号线所有站点恢复正常提供运营服务、运营交路恢复正常模式[34]，这也意味着成都本次聚集性疫情宣告结束。[35]

## 外部連結
- 中华人民共和国国家卫生健康委员会疫情信息 （页面存档备份，存于）
- 四川省卫生健康委员会疫情信息 （页面存档备份，存于）
- 成都市卫生健康委员会疫情信息 （页面存档备份，存于）